# Églantine Éméyé
Églantine Éméyé, née Hugodot le 23 décembre 1973 à Toulouse[source insuffisante], est une animatrice de télévision et de radio, chroniqueuse et comédienne française. Elle a par ailleurs exercé la profession de mannequin.

## Biographie

### Famille et études
Fille de Philippe Hugodot, haut fonctionnaire et écrivain, et de la journaliste et écrivaine Marie Lincourt (alias Florence Hugodot), Églantine Éméyé grandit au sein d'une famille de huit enfants. Au gré des affectations de son père, sa jeunesse est partagée entre la métropole, la Nouvelle-Calédonie, les Antilles ou le Sénégal.
De retour avec sa famille en métropole, elle est élève au lycée Léon-Bourgeois d'Épernay dans la Marne. Elle entreprend ensuite des études économiques et financières et obtient un DEA de management financier.

### Vie privée
Églantine Éméyé a deux fils : Marco (né en 2003) et Samy (2005-2023), polyhandicapé avec des traits autistiques sévères. Elle participe à la création en 2008 de l'association « Pas à pas Paris », devenue l'année suivante « Un pas vers la vie », qui permet l'écoute des familles de personnes autistes et dont elle est la présidente. Par ailleurs, elle réalise un documentaire de 52 minutes intitulé Mon fils, un si long combat, diffusé le 21 janvier 2014 sur France 5. En octobre 2015, elle publie son premier livre intitulé Le Voleur de brosses à dents dans lequel elle raconte le combat qu'elle a mené pour son fils Samy. Ce dernier meurt le 20 février 2023, à l'âge de 17 ans.

## Carrière

### Mannequinat
Elle est mannequin pour l'agence Ford durant cinq ans. Elle pose pour des catalogues mais tourne aussi des spots publicitaires pour la télévision, notamment dans une publicité pour la marque Bridélice intitulée Perrette et le pot au lait.

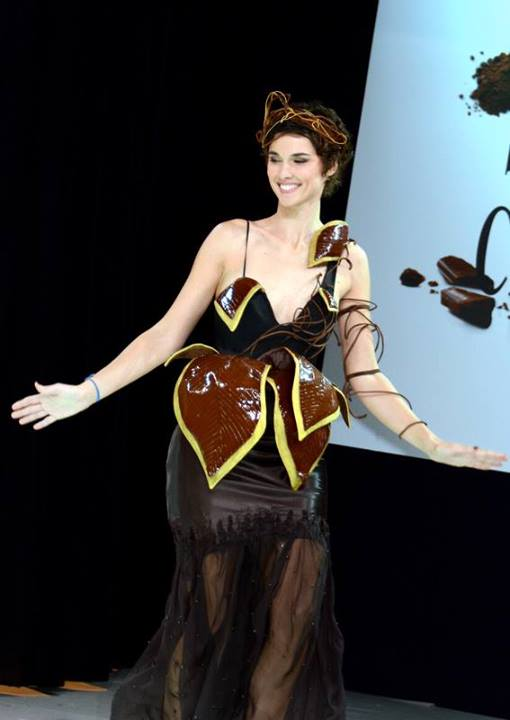
Eglantine Emeyé en 2013 au salon du chocolat

### Animatrice

#### Débuts sur Canal+ (1999-2000)
Églantine Éméyé devient présentatrice météo sur Canal+ en 1999 dans l'émission Nulle part ailleurs présentée alors par Nagui. Elle tient ensuite une chronique culturelle dans cette même émission présentée après par Alexandre Devoise et Philippe Vecchi.

#### France 2, Arte, TMC et TPS Star  (2001-2008)
En 2001, Églantine Éméyé entre à France 2 où elle co-anime, à partir de septembre, avec Frédéric Lopez l'émission Fallait y penser. Ce magazine propose aux téléspectateurs de découvrir les idées originales et inventions saugrenues qui facilitent la vie quotidienne des Français.
À partir de 2002 sur la même chaîne, elle présente aux côtés de Jérôme Bonaldi, le magazine scientifique On vous dit pourquoi (diffusé deux fois par mois le samedi à 13h50 avec Savoir plus santé à partir de septembre 2004). Renommée Savoir plus Sciences, l'émission est arrêtée en 2007, à la suite d'un problème de ligne éditoriale.
Par ailleurs, elle coanime le magazine people Star Mag avec Estelle Denis sur TPS Star en 2003-2004 en remplacement d'Emmanuelle Gaume, et commente deux éditions du Concours Eurovision de la chanson avec Bernard Montiel pour TMC (2004-2005). Le 20 mai 2006, lors du vote final du 51e Concours Eurovision de la chanson à Athènes (retransmis en direct notamment sur TMC et France 3), elle apparaît en tant que porte-parole de Monaco, annonçant depuis Monaco les points attribués par le jury monégasque. 
En 2006, elle présente le programme court Question de mobilité diffusé après le journal de 20 heures de France 2. 
De septembre 2006 au 31 décembre 2008, elle présente Chic, le magazine quotidien des tendances, de la mode, et de l'art de vivre sur Arte.

#### Passage sur TF1 (2007- 2008)
En 2007-2008, sur TF1, Églantine Éméyé co-anime diverses émissions en première partie de soirée : Les Rois du système D avec Benjamin Castaldi ; La Grande Imposture ; Code de la route : repassez-le en direct ; Les 10 commandements de vos vacances avec Julien Courbet. Elle co-présente Le Monde à l'envers avec Jean-Pierre Pernaut, et produit par Julien Courbet. Ce magazine propose de découvrir des histoires et situations de vie quotidienne « aberrantes » en France et dans le monde.

#### Retour à France Télévisions et animatrice radio (depuis 2008)
En septembre 2008, Églantine Éméyé quitte TF1 et participe à la nouvelle émission Service maximum présentée par Julien Courbet en access prime-time sur France 2 jusqu'au 6 février 2009. Elle y tient une chronique sur le pouvoir d'achat, puis une autre intitulée Success Story et enfin L'enquête du jour. L'émission est arrêtée en raison des audiences jugées insuffisantes. Elle coanime sur cette même chaîne en 2009-2010 Le Grand défi des animateurs avec Julien Courbet.
Sur France 5, elle présente du 31 août 2009 au 14 décembre 2014, le magazine Allô Rufo, avec le pédopsychiatre Marcel Rufo, du lundi au vendredi à 10 h, après l'émission Les Maternelles. En parallèle, elle anime des émissions ponctuelles sur les chaînes du câble et du web : L'Instant design sur Stylia ; Team EDF sur la web TV d'EDF. Sur France 4, elle a été chroniqueuse pendant un mois, en décembre 2010, dans l'émission Touche pas à mon poste ! animée par Cyril Hanouna. Elle est l'une des animatrices du Téléthon en décembre de la même année.
À partir du 7 juin 2012 et pendant tout l'été 2012, elle présente sur France 5, une série documentaire composée de six épisodes de 52 minutes intitulée 200 km à la ronde dans laquelle cinq familles acceptent de vivre une expérience écologique en ne consommant que des aliments produits dans un rayon de 200 km autour de chez elles. En parallèle, elle présente Révise ton bac d’abord ! à partir de mai 2012 sur la chaîne éphémère Campus Bac de Canal+. Pendant la saison 2012-2013, sur France 5, elle est la remplaçante attitrée d'Alessandra Sublet à la présentation du magazine C à vous, diffusé à 19h.
À partir du 27 avril 2014, tous les dimanches à 13 h 50 sur France 3, elle anime Jour de brocante, un magazine de 70 minutes consacré exclusivement à la brocante. Au printemps 2015, la chaîne décide de ne pas reconduire l'émission à la rentrée de septembre.
À la radio, de 2014 à 2019, elle coprésente la chronique Maison, jardin, cuisine, brocante dans la matinale du week-end sur RTL aux côtés de Bernard Poirette.
De fin août 2015 à juin 2017, elle tient la chronique « Animaux et nature » dans l'émission quotidienne Midi en France présentée par Vincent Ferniot sur France 3.
À partir du 29 octobre 2016, elle anime tous les samedis à 17h 15 sur France 3, le jeu de culture générale Trouvez l'intrus, produit par Nagui. Le dernier numéro est diffusé le 27 août 2022.
Depuis 2016, en remplacement de Virginie Guilhaume, Églantine Éméyé coprésente sur France 2 avec Frédéric Lopez (jusqu'en décembre 2018), puis avec Raphaël de Casabianca (à partir mars 2019) le plateau de lancement de Rendez-vous en terre inconnue, puis Retour en terre inconnue diffusé à la suite de la première partie de soirée. L'émission, en direct et avec du public, permet de revenir sur l'expérience vécue par la célébrité également présente sur le plateau.
En novembre 2017, Églantine Éméyé présente, le vendredi sur France 3, Qui prendra la suite ?, une émission en quatre épisodes dans laquelle six artisans en France, âgés de 30 à 52 ans (ébéniste, potière, productrice de fromages, confiseur, luthier et maître-verrier) cherchent des successeurs. Diffusée en première partie de soirée, l'émission est déprogrammée après le deuxième numéro en raison de faibles audiences, les deux derniers épisodes sont alors diffusés en troisième partie de soirée.
À partir du 12 février 2018, en remplacement de Myriam Bounafaa, elle coprésente avec Jamy Gourmaud le magazine de vulgarisation scientifique Le Monde de Jamy diffusé en première partie de soirée sur France 3.
En 2021, elle commente la cérémonie d'ouverture des Jeux olympiques de Tokyo sur France 2 avec Thierry Marx et Alexandre Boyon. Elle renouvelle l'expérience en 2022 en commentant les cérémonies d'ouverture et de clôture des JO de Pékin avec Alexandre Boyon et Bruno Gensburger.
En 2022, elle présente Les Grands Entretiens sur LCP - Assemblée nationale.
Depuis février 2023, elle est la remplaçante d'Agathe Lecaron à la présentation de La Maison des Maternelles, quand cette dernière ne peut être présente,.

### Comédienne
En parallèle de son métier d'animatrice de télévision et de radio, elle se lance dans la comédie. Ainsi, en 2005, elle tient le rôle de Viviane du Verger dans Un fil à la patte, de Georges Feydeau, mis en scène par Francis Perrin et Olivier Minne. La pièce de théâtre est diffusée en première partie de soirée sur France 2. Elle tient aussi l'un des rôles principaux (Lilette) dans l'opérette Trois jeunes filles nues en 2006. Une grande partie des animateurs et des journalistes de France Télévisions jouent dans cette opérette mise en scène également par Francis Perrin, produite par Olivier Minne et également retransmise à la télévision. En 2007, elle joue Sidonie, une des sœurs de Cendrillon dans Trois contes merveilleux, diffusé à Noël sur France 2.
Elle apparaît dans les courts-métrages Citizen K.O. en 2010 et La toile inconnue en 2016.
En 2023, elle interprète le personnage d'Anne Leprince dans Meurtres à Bayeux, un téléfilm de la collection Meurtres à... sur France 3, avec notamment Sara Mortensen, Camille Claris et Idir Chender.

## Résumé de ses activités audiovisuelles

### Télévision
- 1999-2000 : Nulle part ailleurs sur Canal + : chroniqueuse
- 2001 :  Fallait y penser avec Frédéric Lopez sur France 2 : chroniqueuse
- 2002-2003 : On vous dit pourquoi avec Jérôme Bonaldi sur France 2 : coanimatrice
- 2003-2004 : Star Mag sur TPS Star avec Estelle Denis
- 2004-2007 : Savoir plus sciences avec Jérôme Bonaldi sur France 2
- 2004 et 2005 : Concours Eurovision de la chanson sur TMC : commentatrice avec Bernard Montiel
- 2006 : Concours Eurovision de la chanson 2006 : porte-parole de Monaco
- 2006 : Question de mobilité sur France 2 : présentatrice
- 2006-2008 : Chic sur Arte : présentatrice
- 2007-2008 : Les Rois du Système D sur TF1 : coanimatrice avec Benjamin Castaldi puis Julien Courbet
- 2007 : Les Maîtres de l'imposture sur TF1 avec Julien Courbet
- 2007 : Les 10 commandements de vos vacances sur TF1 avec Julien Courbet
- 2007-2008 : Le Monde à l'envers sur TF1 avec Jean-Pierre Pernaut
- 2008 : Code de la route, repassez le en direct sur TF1 avec Julien Courbet
- 2008-2009 : Service Maximum sur France 2 : chroniqueuse
- 2009-2010 : Le Grand Défi des animateurs avec Julien Courbet sur France 2
- 2009-2014 : Allô Rufo avec Marcel Rufo sur France 5
- 2010 : L'Instant design sur Stylia
- 2010 : Touche pas à mon poste ! sur France 4 : chroniqueuse
- Depuis 2010 : Téléthon sur France Télévisions : coanimatrice
- 2012 : 200 km à la ronde sur France 5 : présentatrice
- 2012 : Révise ton bac d’abord ! sur Canal +
- 2012-2013 : C à vous sur France 5 : présentatrice
- 2014-2015 : Jour de brocante sur France 3 : présentatrice
- 2015-2017 : Midi en France sur France 3 : chroniqueuse
- 2016-2022 : Trouvez l'intrus sur France 3 : animatrice
- Depuis 2016 : Retour en terre inconnue sur France 2 : coanimatrice avec Frédéric Lopez puis Raphaël de Casabianca
- 2017 : Qui prendra la suite ? sur France 3 : animatrice
- 2018-2023 : Le Monde de Jamy sur France 3 : animatrice avec Jamy Gourmaud
- 2020 : Les Victoires de la musique sur France 2 : coanimatrice
- 2021 : Cérémonie d'ouverture des Jeux olympiques d'été de 2020 sur France 2 : commentatrice
- 2021 : JO de Tokyo 2020 : les meilleurs moments sur France 2 : commentatrice
- 2022 : Cérémonie d'ouverture et Cérémonie de clôture des Jeux olympiques d'hiver de Pékin sur France 2 : commentatrice
- 2022 : Les Grands Entretiens sur LCP - Assemblée nationale : intervieweuse
- 2022 : Respire - la soirée du mois sans tabac sur Culturebox
- 2023-2024 : La Maison des Maternelles sur France 2 : animatrice remplaçante d'Agathe Lecaron

### Radio
- 2014-2019 : « Maison, cuisine, jardin, brocante » : chronique les matins du week-end sur RTL
- 2019-2020 : Bien chez soi, bien sur la planète, le samedi à 8 h 15 sur RTL
- 2020 : C'est déjà demain sur France Bleu

## Filmographie
- 2005 : Un fil à la patte (pièce de théâtre télévisée) : Viviane du Verger
- 2006 : Trois jeunes filles nues (opérette) : Lilette
- 2007 : Trois contes merveilleux - segment Cendrillon (téléfilm) : Sidonie
- 2010 : Citizen K.O., court-métrage de Louis Thevenon
- 2016 : La toile inconnue, court-métrage de Nelson Castro : la journaliste TV
- 2023 : Meurtres à Bayeux, téléfilm de Kamir Aïnouz : Anne Leprince

## Publications
- Le Voleur de brosses à dents, Paris, éditions Robert Laffont, 2015, 402 p. (ISBN 978-2-221-14633-0)
- Autisme : ce sont les familles qui en parlent le mieux, Paris, Flammarion, coll. « Librio », 2016, 105 p. (ISBN 978-2-290-12053-8)
- La Brocante d'Églantine : Tous mes conseils pour bien chiner, Paris, Flammarion, coll. « Sports et Loisirs », 2016, 223 p. (ISBN 978-2-08-137701-1)
- Rom Juan et Lucile Notin-Bourdeau, Pacôme Toulemonde !, Le Puy-en-Velay, éditions Jeanne d'Arc, 2017 (ISBN 978-2-36262-066-9)
- Tous tes mots sont dans ma tête, éditions Robert Laffont, 2020, 237 p. (ISBN 978-2-221-22165-5)